# 활성 사용자
활성 사용자 또는 액티브 유저(active user)는 특정 소프트웨어 제품 또는 객체에 대한 성능 지표로 일반적으로 사용되며, 관련 시간 범위(일간, 주간, 월간) 내에서 사용자 또는 방문자의 활성 상호작용 수를 정량화하여 참여 수준을 측정한다.
이 지표는 소프트웨어 관리에서 소셜 네트워크 서비스, 온라인 게임 또는 모바일 앱과 같이 다양하게 사용되며, 웹 애널리틱스에서는 웹 앱, 상업에서는 온라인 뱅킹, 그리고 학술에서는 사용자 행동 분석 및 예측 분석과 같은 분야에서 활용된다. 디지털 행동 학습, 예측 및 보고에 광범위하게 사용되지만, 보안 및 개인정보 보호에도 영향을 미치므로 윤리적 요소를 철저히 고려해야 한다. 이 지표는 주어진 간격이나 기간 동안 얼마나 많은 사용자가 제품이나 서비스를 방문하거나 상호작용하는지를 측정한다. 그러나 이 용어에 대한 표준 정의가 없으므로, 이 지표를 제공하는 공급자 간의 보고서 비교는 문제가 있다. 또한 대부분의 공급자는 이 수치를 가능한 한 높게 보여주려는 경향이 있어, 최소한의 상호작용도 "활성"으로 정의한다. 그럼에도 불구하고 이 수치는 특정 공급자의 사용자 상호작용 발전을 평가하는 데 여전히 관련성 있는 지표이다.
이 지표는 보통 월별 월간 활성 사용자 (MAU), 주별 주간 활성 사용자 (WAU), 일별 일일 활성 사용자 (DAU) 및 최대 동시 사용자 (PCU)로 평가된다.

## 상업적 활용

### 성공 예측 변수, 참여도 측정 (KPI) 및 광고
어떤 시간 척도에서든 활성 사용자는 제품이 유지하는 재방문 고객의 대략적인 개요를 제공하며, 이 숫자의 변화를 비교하여 소비자 수의 증가 또는 감소를 예측하는 데 사용될 수 있다. 상업적 맥락에서, 소셜 네트워크 서비스의 성공은 일반적으로 활성 사용자(사이트 방문량 증가), 사용자 간의 사회적 관계, 생성된 콘텐츠의 증가하는 네트워크와 관련된다. 활성 사용자는 사이트를 방문하고 사용하는 사용자의 성장 및 현재 볼륨을 측정하는 데 있어 주요 성과 지표 (KPI)로, 미래의 성공을 관리하고 예측하는 데 사용될 수 있다. DAU와 MAU의 비율은 시간 경과에 따른 고객 참여 및 유지율을 추정하는 기본적인 방법을 제공한다. 비율이 높을수록 유지 확률이 커지며, 이는 종종 제품의 성공을 나타낸다. 0.15 이상의 비율은 성장의 전환점으로 여겨지며, 0.2 이상의 지속적인 비율은 지속적인 성공을 의미한다.
첸(Chen), 루(Lu), 차우(Chau), 굽타(Gupta) (2014)는 더 많은 사용자(얼리 어답터)가 사진 및 동영상 게시물과 같은 더 많은 UCC로 이어져 소셜 미디어의 수용을 "촉진하고 전파"하며 소셜 네트워크 사이트의 성장에 기여한다고 주장한다. 미리 정해진 기간 내 활성 사용자 증가로 특징지어지는 소셜 미디어 사용의 증가는 개인의 사회적 현존을 증가시킬 수 있다. 사회적 현존은 소셜 네트워크 통신 매체가 개인이 다른 사람들과 함께 있다고 느끼게 하는 정도를 정의할 수 있다.
문(Moon)과 김(Kim) (2001)의 연구 결과에 따르면, 웹 시스템에 대한 개인의 기쁨은 시스템에 대한 그들의 인식에 긍정적인 영향을 미치며, 따라서 "그것을 사용하려는 높은 행동 의도"를 형성할 것이라고 한다. 무누카(Munnukka) (2007)는 관련 유형의 커뮤니케이션에 대한 긍정적인 이전 경험과 새로운 모바일 사이트 커뮤니케이션 서비스의 입양 사이에 강한 상관관계가 있음을 발견했다. 그러나 활성 사용자와 수익이 부정적인 상관관계를 보이는 경우도 있다. 예를 들어, 스냅(Snap Inc.)의 일일 활성 사용자(DAU) 증가는 코로나19 범유행 기간 동안 안정되거나 감소했지만, 수익은 여전히 예상치를 초과했으며 현재 기간에도 유사하게 강한 추세를 보이고 있다.

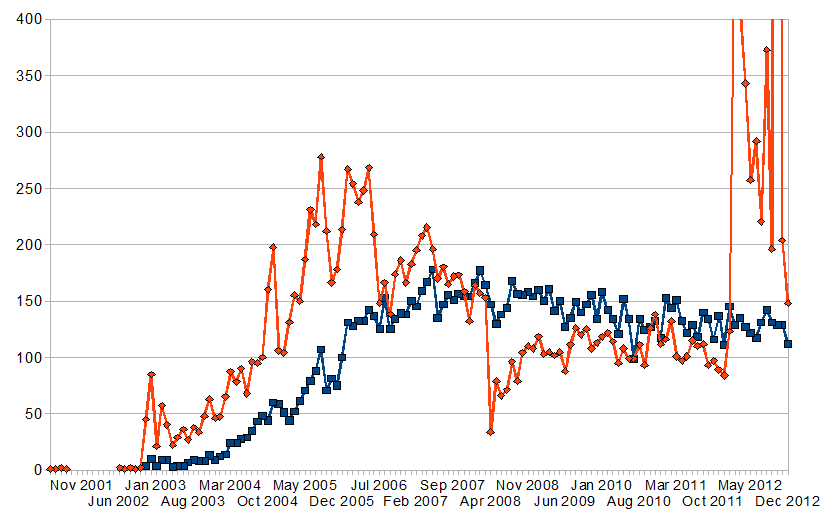
스웨덴어 위키백과에서의 신규 문서 수(빨간색 선)와 활성 사용자 수(파란색 선)

더 많은 활성 사용자는 특정 사이트의 방문 횟수를 증가시킨다. 트래픽이 많아질수록 더 많은 광고주가 유입되어 수익 창출에 기여한다. 2014년에는 코퍼레이션의 소셜 미디어 사용 목적의 88%가 광고였다. 활성 사용자 증가는 소셜 네트워크 사이트가 고객의 필요와 소비 패턴에 기반한 더 많은 고객 프로필을 구축하고 추적할 수 있도록 한다. 활성 사용자 데이터는 높은 트래픽 기간을 파악하고 사용자의 행동 모델을 생성하여 타겟 광고에 활용될 수 있다. 활성 사용자 증가로 인한 고객 프로필 증가는 보다 개인화되고 관련성 있는 광고를 보장한다. 블라이어(Bleier)와 아이젠바이스(Eisenbeiss) (2015)는 더 개인화되고 관련성 있는 광고가 "뷰 스루 응답"을 증가시키고 "광고 배너"의 효율성을 크게 강화한다는 것을 발견했다. 드조이사(DeZoysa) (2002)는 소비자들이 자신과 관련된 개인화된 광고를 열고 응답할 가능성이 더 높다는 것을 발견했다.

### 외부 보고 목적
재무회계기준원은 재무 보고의 목표가 재무 제표 사용자에게 의사 결정을 가능하게 하고 효율적인 경제적 자원 배분을 보장하기 위해 관련성이 있고 중요한 재무 정보를 제공하는 것이라고 정의한다. 모든 보고 주체, 주로 상장 기업 및 대규모 비상장 기업은 법적으로 공개 및 회계 기준 요구 사항을 준수해야 한다. 예를 들어, 호주에서는 기업들이 2001년 기업법의 일부인 오스트레일리아 회계기준 위원회가 정한 일반적으로 인정된 회계원칙을 준수해야 한다. 소셜 미디어 기업의 맥락에서는 사용자 수(활성 사용자)와 같은 비재무 정보도 보고된다. 예시는 다음과 같다.
| 회사     | 비재무 지표                                    |
| -------- | ---------------------------------------------- |
| 페이스북 | 일일 활성 사용자 (DAU), 월간 활성 사용자 (MAU) |
| 트위터   | 월간 활성 사용자 (MAU), MAU당 타임라인 뷰      |
| 그루폰   | 활성 고객 단위                                 |

프랭클(Frankel) (2004)에 따르면, 이러한 측정 기준을 보고하는 대안적인 방법은 소셜 네트워크와 웹을 통하는 것이다. 이들은 기업의 "정보 환경"에서 재무 및 비재무 정보를 보고하는 중요한 부분이 되었으며, 기업 관련 정보가 투자자, 기자 및 기타 중개인과 이해관계자 네트워크 사이에서 짧은 시간 내에 확산되고 전파된다. 시킹 알파와 같은 투자 블로그 통합자는 주식 매매에 대한 추천을 제공하는 전문 재무분석가들에게 중요해졌다. 프리더(Frieder)와 지트레인(Zittrain) (2007)의 연구는 디지털 정보통신기술 정보 보고가 시장 참여자에게 영향을 미칠 수 있는 방식에 대한 새로운 우려를 제기했다.
어드미럴(Admiraal) (2009)은 활성 사용자를 포함한 소셜 미디어 기업이 보고하는 비재무 지표가 성공 측정에서 바람직하지 않은 확신을 줄 수 있다고 강조했다. 정보의 신뢰성과 품질을 보장하는 지침 및 보고 규제가 너무 적고 아직 표준화되지 않았기 때문이다. 코헨 외(Cohen et al.) (2012)의 경제 성과 지표에 대한 연구는 광범위한 공개의 부족과 산업 및 규모에 따른 공개 관행 간의 상당한 가변성이 있음을 발견했다. 2008년 미국 증권거래위원회는 소셜 미디어 기업에 대한 공개 공개 지침을 개정하는 데 신중한 접근 방식을 취했으며, 해당 정보는 "그 자체로 충분하기보다 보충적"이라고 주장했다. 알렉산더(Alexander), 라켈(Raquel), 젠드리(Gendry), 제임스(James) (2014)는 경영진과 관리자들이 투자자 관계 및 기업 커뮤니케이션을 관리하는 데 있어 보다 전략적인 접근 방식을 취하여 투자자와 재무분석가의 요구 사항이 동시에 충족되도록 해야 한다고 권고했다.

## 학술적 활용

### 연구 및 웹 행동 분석과 예측
활성 사용자 지표는 특히 행동 분석과 예측 분석에서 유용하다. 예측 분석 맥락에서 활성 사용자 지표는 보험계리학, 마케팅, 금융서비스, 의료, 온라인 게임, 소셜 네트워크 서비스 등 다양한 분야에 적용될 수 있다. 예를 들어, 루이스(Lewis), 와이어트(Wyatt), 제레미(Jeremy) (2015)는 이 지표를 사용하여 의료 분야에서 모바일 애플리케이션의 품질과 영향을 연구하고 이러한 애플리케이션의 사용 한도를 예측하는 연구를 수행했다.
활성 사용자 수는 2030년까지 정신건강에 자원이 부족할 경우 세계 경제에 16조 달러의 비용을 초래할 수 있는 정신건강 문제를 다루는 연구에도 활용될 수 있다. 웹 행동 분석을 통해 추엔피타야웃(Chuenphitthayavut), 지황(Zihuang), 주(Zhu) (2020)는 미디어와 대중의 인식을 나타내는 정보적, 사회적, 감정적 지원의 홍보가 온라인 정신건강 중재를 사용하려는 연구 참가자들의 행동 의도에 긍정적인 영향을 미친다는 것을 발견했다. 온라인 심리 교육 프로그램, 즉 온라인 정신건강 중재의 한 유형은 웰빙을 증진시키고 자살 관념을 감소시키는 것으로 나타났다.
온라인 게임 분야에서는 활성 사용자가 행동 예측 및 온라인 게임의 가입 해지율에 매우 유용하다. 예를 들어, "활성 지속 시간" 및 "플레이 횟수"와 같은 활성 사용자의 특징은 가입 해지율과 반비례 상관관계를 가질 수 있으며, "짧은 플레이 시간 및 낮은 플레이 횟수"는 더 높은 가입 해지율과 관련된다. 자이(Jia) 외 (2015)는 스타크래프트 II와 도타와 같은 다인용 비디오 게임 간의 구조적 유사성을 통해 고활성 플레이어 주변에서 사회적 구조가 형성되거나 나타남을 보여주었다.
활성 사용자 지표는 개인의 성격 특성을 예측하는 데 사용될 수 있으며, 이는 범주로 분류되고 그룹화될 수 있다. 이러한 범주는 84%에서 92% 사이의 정확도를 갖는다. 특정 그룹의 사용자 수에 따라, 그것과 관련된 인터넷 객체는 "트렌드"로 간주되거나 "관심 분야"로 여겨질 수 있다.

## 윤리적 고려 사항 및 한계
인터넷이 통신 및 사회화 도구로 진화함에 따라, 윤리적 고려 사항 또한 데이터 중심에서 "인간 중심"으로 전환되어 온라인 영역에서의 공공 및 사적 개념과 관련된 윤리적 문제를 더욱 복잡하게 만들었다. 연구자와 피험자는 이용 약관을 완전히 이해하지 못할 수 있다. 윤리적 고려 사항은 참여 승낙, 데이터 기밀성-개인정보 보호-무결성, 그리고 클라우드 컴퓨팅 및 빅 데이터 연구에서 인정된 학문적-산업적-전문적 사회 규범 및 표준 측면에서 고려되어야 한다. 뵈헬펠트(Boehlefeld) (1996)는 연구자들이 일반적으로 해당 분야의 윤리적 원칙을 참조하여 지침을 찾고, ACM의 지침이 기술 또는 가상 공간 연구에서 연구자들의 책임을 돕는다고 언급했다.
자발적 동의는 연구 참가자가 연구 방법, 관련 위험 및 보상에 대한 완전한 인식을 가지고 자발적으로 연구에 참여하는 상황을 의미한다. 인터넷이 소셜 네트워킹 도구로 사용되면서 활성 사용자는 자발적 동의를 얻는 데 독특한 어려움에 직면할 수 있다. 윤리적 고려 사항에는 참가자에 대한 지식의 정도와 연령 적합성, 연구자가 정보를 제공하는 방법과 실용성, 그리고 동의를 면제하는 것이 "언제" 적절한지가 포함될 수 있다. 크로포드(Crawford)와 슐츠(Schultz) (2014)는 연구가 수행되기 전에 승낙이 "셀 수 없이 많고" "아직 결정되지 않았다"고 언급했다. 그레이디 외 (Grady et al.) (2017)는 기술 발전이 연구자(조사자)와 연구 참여자의 직접 대면 없이 동의를 얻는 데 도움이 될 수 있다고 지적했다.
수많은 연구는 사용자 온라인 아이덴티티 (클릭, 읽기, 움직임)와 소비된 콘텐츠를 포함하는 개별화된 데이터에 기반하며, 데이터 분석을 통해 그들의 선호, 사회 관계, 이동 또는 작업 습관에 대한 추론을 도출한다. 어떤 경우에는 개인에게 큰 이익이 될 수 있지만, 다른 경우에는 해를 끼칠 수도 있다. 아폴라비(Afolabi)와 가르시아-바스테이로(García-Basteiro) (2017)는 연구 동의가 "블록을 클릭하거나 서명을 제공하는 것"을 넘어선다고 믿었다. 참가자가 연구자의 상황 인지 없이 연구 참여에 압력을 느낄 수 있기 때문이다. 데이터 개인정보 보호, 기밀성 및 무결성 측면에서 보편적으로 인정되는 산업 표준 및 사회 규범은 아직 없지만, 공동체 및 최종 사용자의 기대를 더 잘 충족시키기 위해 연구 활동 및 데이터 수집을 감독하는 프로세스를 설계하려는 시도가 있었다. 또한 K-12 교육 환경에 교육공학을 통합하는 것과 관련된 윤리적 문제에 대한 정책 논쟁도 있는데, 미성년 아동이 전체 인구 중 가장 취약한 계층으로 인식되기 때문이다.

## 기술적 한계 및 과제
많은 소셜 미디어 기업은 활성 사용자 지표에 대한 고유한 정의와 계산 방법을 가지고 있다. 이러한 차이점은 종종 지표가 측정하는 변수의 차이를 야기한다. 와이어트(Wyatt) (2008)는 소셜 미디어 기업이 보고하는 일부 지표가 신뢰할 수 없는 것으로 보인다는 증거가 있다고 주장한다. 이는 범주형 판단을 요구하지만, 재무제표 사용자에게는 여전히 가치 관련성이 있기 때문이다. 루프트(Luft) (2009)는 활성 사용자와 같은 비재무 지표가 회계 보고 측정과 결합될 때 측정 정확도 및 가중치 적절성 측면에서 어려움이 있다고 밝혔다. 경제 언론과 학계에서는 이러한 정보의 기업 공개 관례에 대한 인식이 증가하고 있다.
활성 사용자는 특정 회사의 내부 데이터를 사용하여 계산된다. 데이터는 데이터 수집기가 활동의 신호로 간주하는 특정 작업을 수행하는 고유 사용자를 기반으로 수집된다. 이러한 작업에는 웹사이트의 홈 또는 스플래시 페이지 방문, 로그인, 댓글 달기, 콘텐츠 업로드 또는 제품을 사용하는 유사한 작업이 포함된다. 서비스 구독자 수도 해당 기간 동안 활성 사용자로 간주될 수 있다. 각 회사는 활성 사용자 수를 결정하는 자체 방법이 있으며, 많은 회사는 계산 방법에 대한 구체적인 세부 정보를 공유하지 않는다. 일부 회사는 시간이 지남에 따라 계산 방법을 변경한다. 사용자를 활성 상태로 표시하는 특정 작업은 제품과의 참여를 정확하게 반영하지 못할 경우 데이터의 품질에 큰 영향을 미쳐 오해의 소지가 있는 데이터를 초래할 수 있다. 제품에 로그인하는 것과 같은 기본적인 작업은 고객 참여를 정확하게 나타내지 못하고 활성 사용자 수를 부풀릴 수 있으며, 콘텐츠를 업로드하거나 댓글을 다는 것은 제품에 너무 구체적이어서 사용자 활동을 과소평가할 수 있다.
와이츠(Weitz), 헨리(Henry), 로젠탈(Rosenthal) (2014)는 활성 사용자와 같은 지표의 정확성에 영향을 미칠 수 있는 요인으로 정의 및 계산 관련 문제, 기만적인 과장 상황, 불확실성 사양 및 사용자 공유, 중복 또는 가짜 계정 등을 제시했다. 저자들은 페이스북 월간 활성 사용자 기준을 지난 30일 동안 메신저를 사용하고 콘텐츠 및 활동을 공유한 등록 사용자로 정의하며, 이는 링크드인이 등록 회원, 페이지 방문 및 조회수를 사용하는 것과 다르다고 설명한다. 예를 들어, 페이스북을 한 번 사용하여 "댓글을 달거나" "콘텐츠를 공유"한 고객도 "활성 사용자"로 간주될 수 있다. 이러한 측정 부정확성의 잠재적 원인은 성과급 제도로, 이는 고성과 작업 시스템을 포함한 바람직한 행동을 장려한다. 소셜 미디어 기업에서 활성 사용자는 제품의 성공을 측정하는 중요한 지표 중 하나이다. 트루먼(Trueman), 웡(Wong), 장(Zhang) (2000)은 대부분의 경우 웹 사용 측정으로서 순 방문자 및 페이지뷰가 인터넷 기업의 주가와 순이익 변화에 영향을 미친다는 것을 발견했다. 레이저(Lazer), 레브(Lev), 리브낫(Livnat) (2001)는 인터넷 기업의 트래픽 데이터를 중앙값 이상 및 이하로 나누어 분석한 연구에서 더 인기 있는 웹사이트가 더 높은 주식 수익률을 창출한다는 것을 발견했다. 포트폴리오 수익률을 높이면 투자자들이 경영진에 대한 더 유리한 보너스 패키지에 투표하게 될 수 있다. 강(Kang), 이(Lee), 나(Na) (2010)의 2008년 금융 위기에 대한 연구는 투자자들의 "수탈 장려책" 방지의 중요성을 강조하며, 이는 특히 경제적 충격 시에 기업지배구조에 매우 중요한 의미를 가진다.
활성 사용자 수는 사용자의 입양 전후 행동을 조사하는 데 한계가 있다. 사용자가 특정 온라인 제품에 대한 헌신은 신뢰와 대안의 품질에 따라 달라질 수 있다. 이전 연구에서 예측된 입양 전 행동이 입양 후 행동에 미치는 영향은 습관, 성별 및 기타 사회문화적 인구통계학적 요인과 연관성이 있는 것으로 나타났다. 부캐넌(Buchanan)과 길리스(Gillies) (1990), 라이히헬트(Reichheld)와 셰프터(Schefter) (2000)는 입양 후 행동과 지속적인 사용이 "첫 번째 또는 초기 사용보다 상대적으로 더 중요"하다고 주장하는데, 이는 "소비자 충성도의 정도"를 보여주며 궁극적으로 장기적인 제품 가치를 창출하기 때문이다.